# Creu d'en Molla
La Creu d'en Molla és una obra de Calldetenes (Osona) inclosa a l'Inventari del Patrimoni Arquitectònic de Catalunya.

## Descripció
Element moble, commemoratiu. Es troba assentat damunt un sòcol rectangular, on s'assenta un altre sòcol de dimensions més reduïdes, d'on arrenca una forma rectangular que s'estreny al centre, descrivint una forma sinuosa culminada amb una de semicircular coronada per dos paral·lelepípedes sobreposats que fan de basament d'una creu llatina de ferro, molt decorada. El monument és llis, llevat d'unes inscripcions i d'una motllura que ressegueix la forma del monument a uns 8 cm de la forma volumètrica.
És construït amb pedra de gres gris. L'estat de conservació és bo. La creu és de ferro i presenta decoracions florals.

## Història
Pedronet erigit entre les masies la Caseta d'en Grau i la Sauleda.
La cara Oest duu la inscripció següent: "Nasqué lo dia 2 d'agost de 1822 y morí lo dia 4 de setembre de 1908 a l'edat de 86 anys".
La cara Est diu: "Aquí morí Tomàs Pasqués (A) molla víctima del seu carro. Natural de Vich. E.P.D.
No es té notícia de quan va esdevenir la segona mort ni perquè es commemoren les dues defuncions en el mateix pedró.